# Marie Juchacz
Marie Juchacz, född januari 1879, död mars 1956, var en tysk politiker (socialdemokrat). Hon var ledamot i den tyska riksdagen 1919-33. Hon var en av 37 första kvinnor i det tyska parlamentet efter valet 1919.